# Conamara Chaos

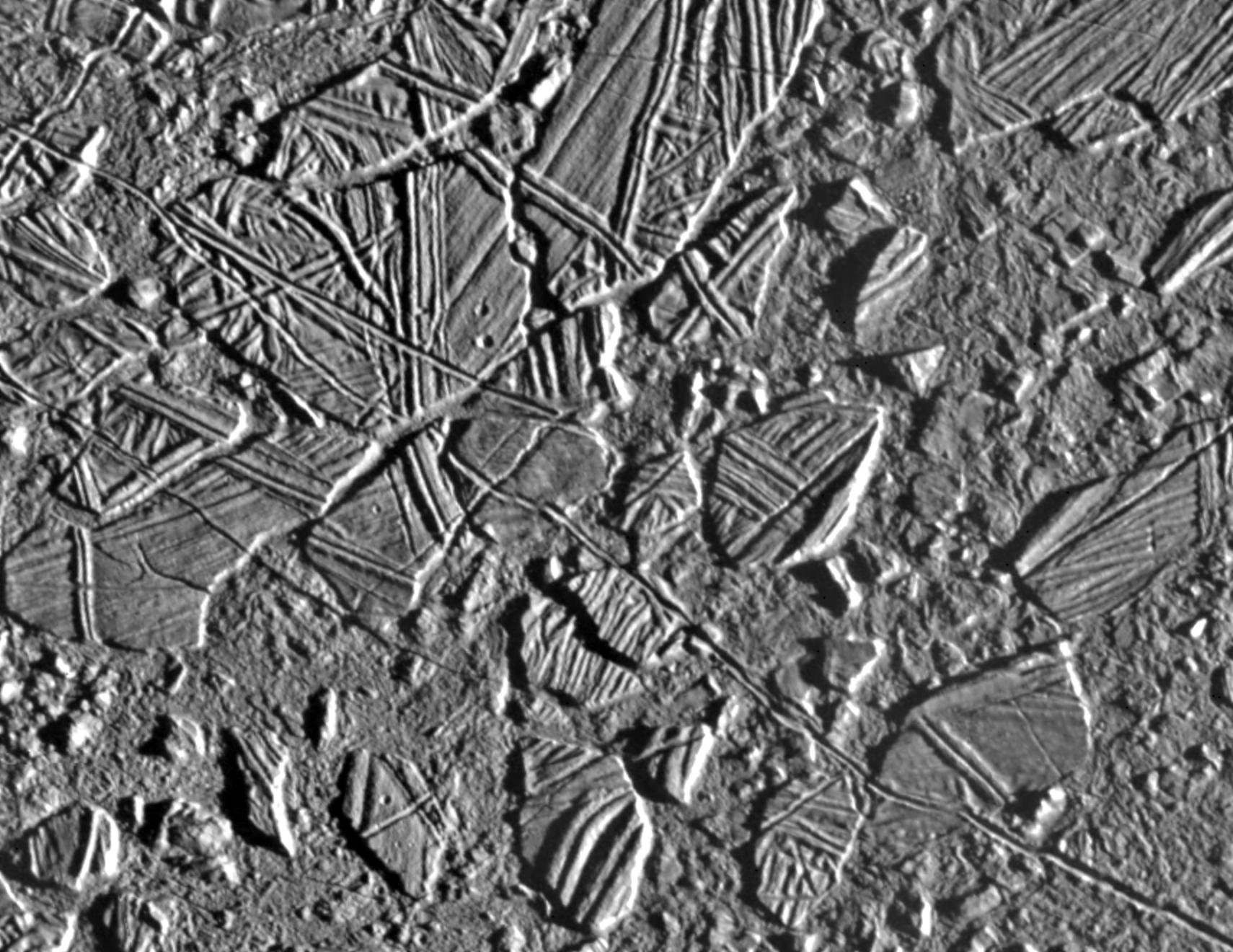
Ledové kry v oblasti Conamara Chaos

Conamara Chaos je oblast chaotického terénu na Jupiterově měsíci Europa. Oblast je pojmenovaná podle regionu Connemara v Irsku kvůli podobné členité krajině. 
Conamara Chaos je region vzniklý narušením ledové kůry měsíce. Skládá se z ledových ker, které se pohybovaly a otáčely. V okolí těchto desek jsou další neuspořádané ledové bloky, které mohou být tvořeny vodou, sněhem nebo ledem. Region je uváděn jako důkaz pro kapalný oceán pod povrchem měsíce. 